# Acrophyllum
Acrophyllum – rodzaj roślin z rodziny radziliszkowatych (Cunoniaceae). Obejmuje w zależności od ujęcia od 1 do 2 gatunków. Zaliczane tu rośliny występują w Australii i są uprawiane jako ozdobne.

## Systematyka
Pozycja według APweb (aktualizowany system APG III z 2009)
Przedstawiciel rodziny radziliszkowatych (Cunoniaceae) należącej do rzędu szczawikowców (Oxalidales) reprezentującego dwuliścienne właściwe.
Wykaz gatunków
- Acrophyllum australe (A.Cunn.) Hoogland
- Acrophyllum venosum Benth.